# Auguste Van Speybrouck
Auguste Van Speybrouck (Brugge, 6 oktober 1843 – Brugge, 6 augustus 1922) was een Belgisch rooms-katholiek priester en historicus.

## Levensloop
Van Speybrouck volbracht zijn humaniora aan het Sint-Lodewijkscollege op het einde van de jaren vijftig en het begin van de jaren zestig. Hij kan er Engelse les gekregen hebben van Guido Gezelle. Hij werd tot priester gewijd in 1867 en werd coadjutor in Kooigem (1867), onderpastoor in Adinkerke (1868), Klemskerke (1873) en Gistel (1878). In 1904 werd hij legeraalmoezenier in Brugge.
Zeker vanaf 1878 was hij vaak in Brugge aanwezig en nam hij deel aan heel wat activiteiten. Hij werkte mee aan Rond den Heerd. Van 1884 tot na 1892 was hij bestuurslid van het Genootschap voor Geschiedenis te Brugge en van 1889 tot 1892 bibliothecaris van de vereniging. Hij publiceerde toponymische studies in de Handelingen van het genootschap. Hij was medestichter van het tijdschrift Biekorf en behoorde tot het viermanschap dat in 1889 op de kamer van Edward Van Robays in het Sint-Lodewijkscollege bijeenkwam. Hij schreef, ondertekende en verstuurde de prospectus voor ledenwerving van het nieuwe tijdschrift. Hij schreef ook het voorwoord in het eerste nummer van Biekorf.
In 1892 was hij een van de stichters van de Cercle photographique de Bruges en werd er onmiddellijk vicevoorzitter van. In 1902 gaf hij een spreekbeurt voor de leden, met lichtbeelden, over de meren van Killarney in Ierland. In 1904 werd hij de bibliothecaris van de vereniging en redactielid van het tijdschrift Vers L'Art. Hij nam deel aan fototentoonstellingen in Brugge (1890, 1903, 1905, 1906).

## Publicaties
- Bellesa: tafereelen uit den Romeinschen tijd (1876)
- De Derringgravers van het Paddegat (1877)
- Links en Rechts (1878)
- Environs de la ville de Bruges. Le Beverhoutsveld situé dans la commune d'Oedelem (1884)
- Glossaire du compte communal de Bruges de 1302 (1886)
- Fragment de Keure (1240) (1886)
- Environs de la ville de Bruges. Les 'Lieux dits' cités au XVIIe siècle dans l'échevinage de Bruges (1886)
- Environs de Bruges. Saint André. Glossaire toponymique (1888)

## Voetnoot
1. ↑   Kopie van beide teksten in Biekorf, 1990, blz. 37-48.

- Biografisch Portaal: 05282792
- Digitale Bibliotheek voor de Nederlandse Letteren: spey002
- International Standard Name Identifier: 0000 0003 8780 824X
- Library of Congress Control Number: no2015095101
- Nederlandse Thesaurus van Auteursnamen: 153345373
- Système universitaire de documentation: 243598157
- Virtual International Authority File: 280870592
- WorldCat: E39PBJpjh4PXtQTbDjkxh69dQq